# Cheiridopsis
Cheiridopsis là chi thực vật có hoa trong họ Aizoaceae.

## Các loài
| - Cheiridopsis acuminata - Cheiridopsis alata - Cheiridopsis amabilis - Cheiridopsis aspera - Cheiridopsis aurea - Cheiridopsis bifida - Cheiridopsis brownii - Cheiridopsis bruynsii - Cheiridopsis candidissima - Cheiridopsis carinata - Cheiridopsis caroli - Cheiridopsis caroli-schmidtii - Cheiridopsis cigarettifera - Cheiridopsis cuminata - Cheiridopsis delphinoides - Cheiridopsis denticulata - Cheiridopsis derenbergiana - Cheiridopsis dilatata - Cheiridopsis excavata - Cheiridopsis gamoepensis - Cheiridopsis glomerata - Cheiridopsis herrei - Cheiridopsis imitans - Cheiridopsis marlothii - Cheiridopsis meyeri - Cheiridopsis minima | - Cheiridopsis minor - Cheiridopsis namaquensis - Cheiridopsis nelii - Cheiridopsis pearsonii - Cheiridopsis peculiaris - Cheiridopsis pillansii - Cheiridopsis pilosula - Cheiridopsis ponderosa - Cheiridopsis pulverulenta - Cheiridopsis purpurata - Cheiridopsis purpurea - Cheiridopsis robusta - Cheiridopsis rostrata - Cheiridopsis rudis - Cheiridopsis schlechteri - Cheiridopsis speciosa - Cheiridopsis subaequalis - Cheiridopsis truncata - Cheiridopsis turbinata - Cheiridopsis umbrosa - Cheiridopsis umdausensis - Cheiridopsis vanbredai - Cheiridopsis vanzijlii - Cheiridopsis velox - Cheiridopsis verrucosa |

## Hình ảnh

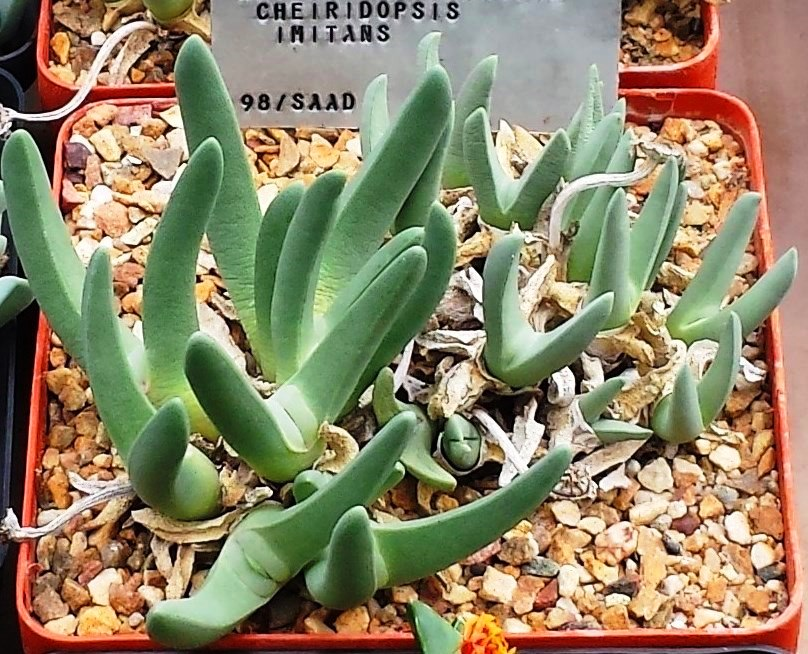
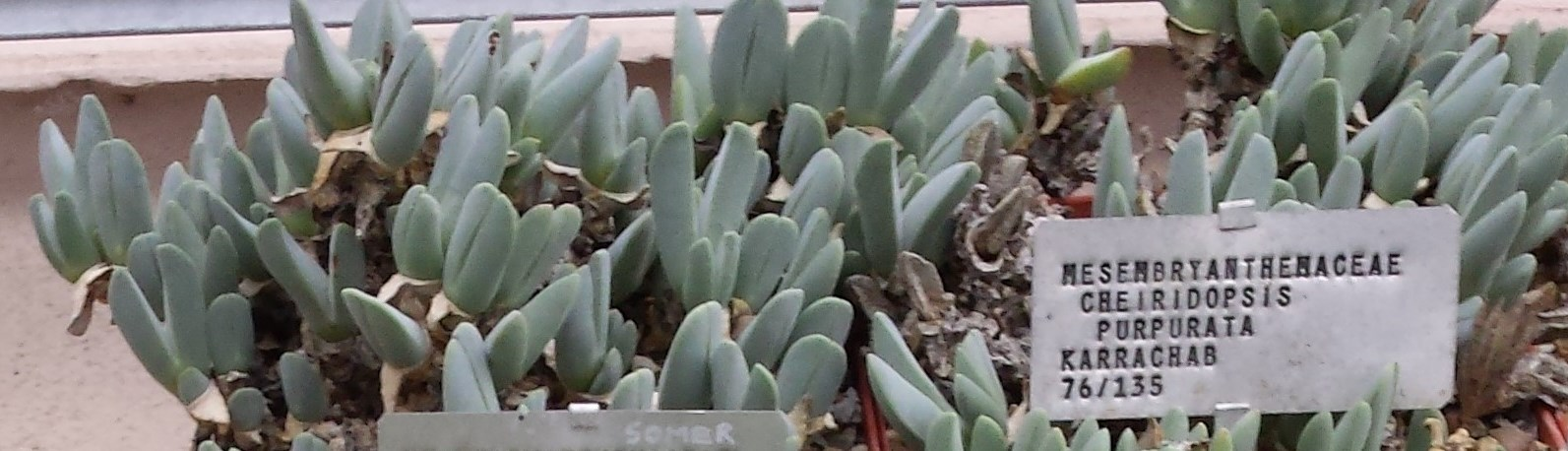
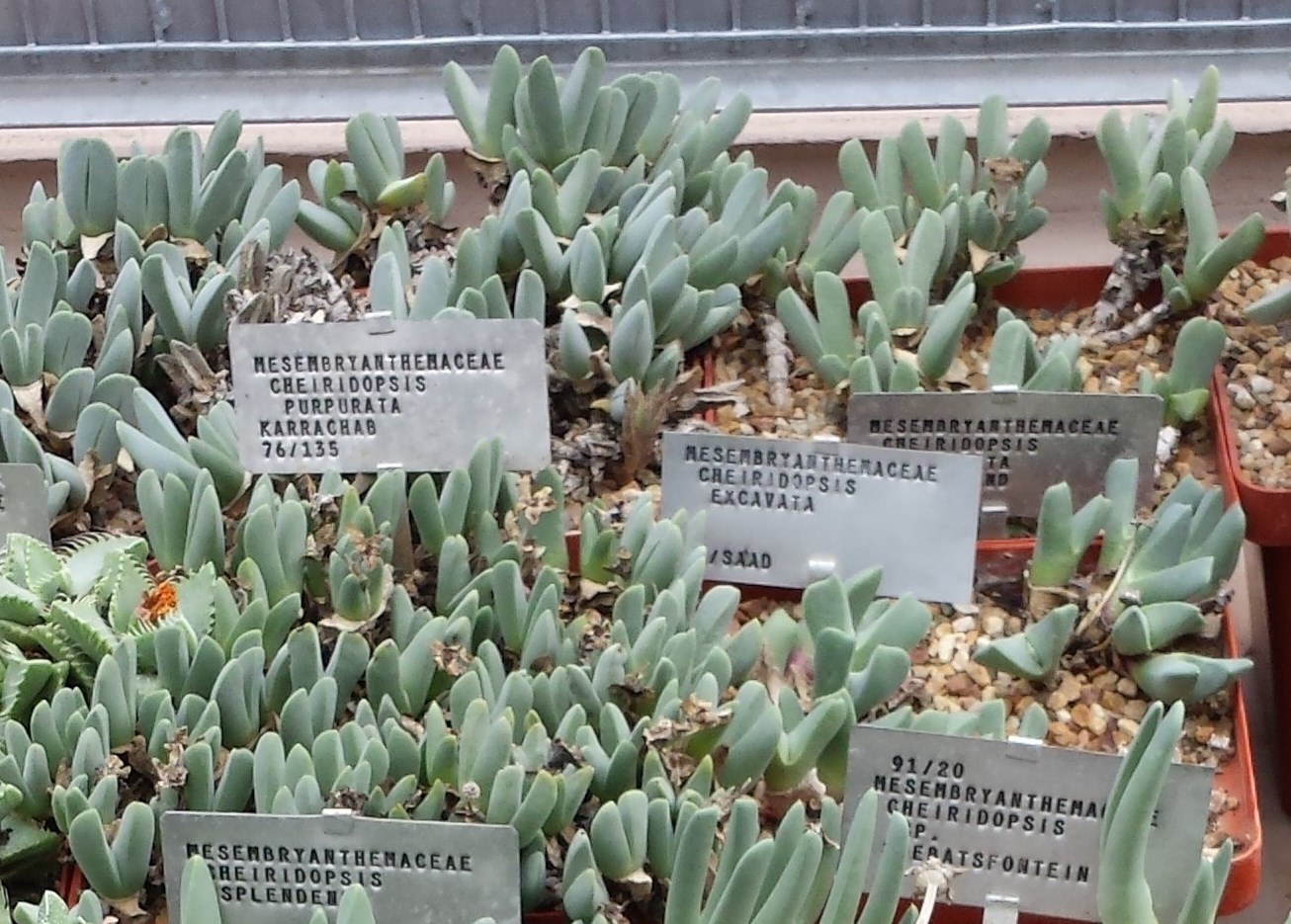
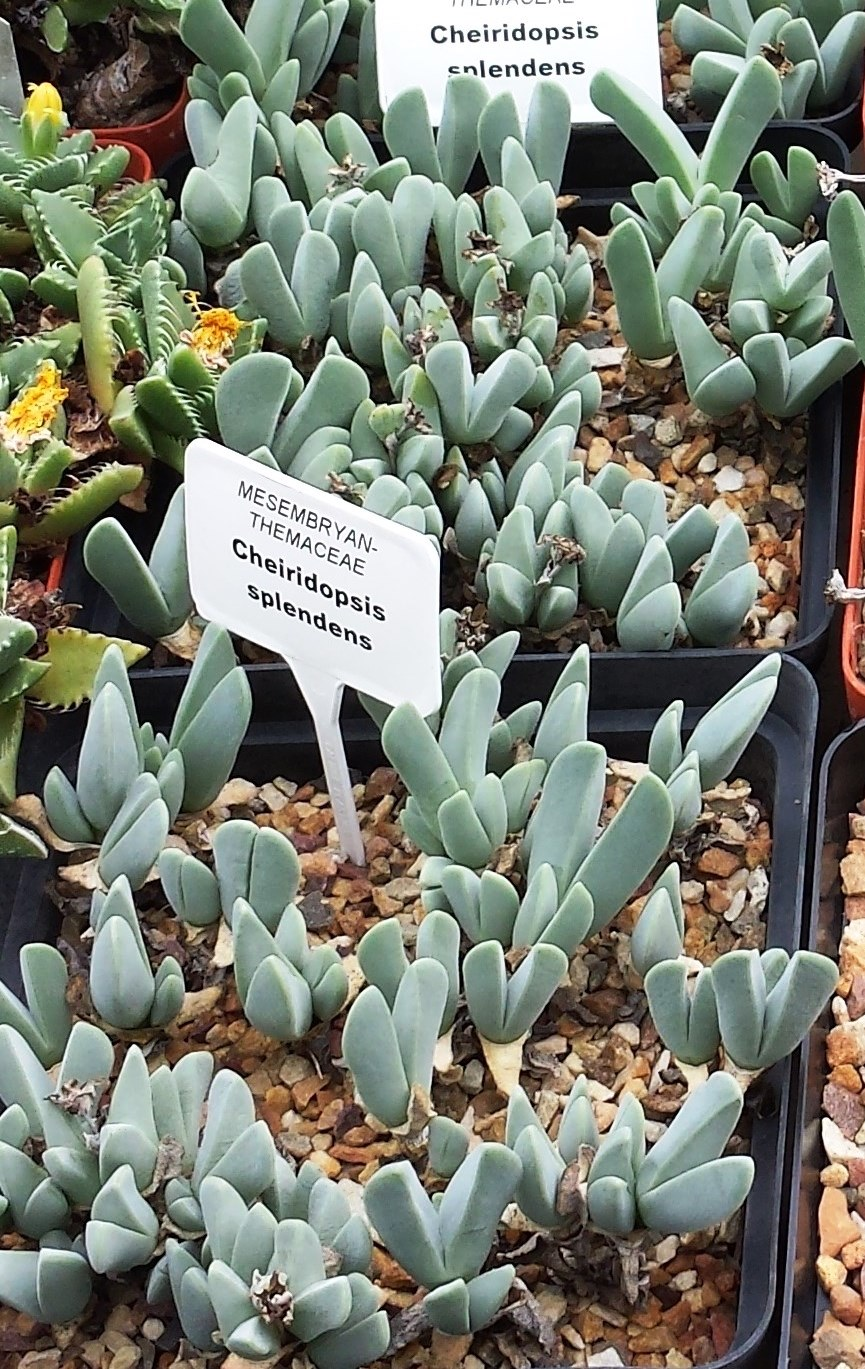